# TITRIT
TITRIT是於摩洛哥舉辦的2022年女子非洲國家杯的官方吉祥物。“TITRIT”為柏柏爾語，意為“明星”或“名人”的意思。其設計為一頭身著摩洛哥國家女子足球隊主場球衣的年輕雌獅，頭戴傳統的摩洛哥頭飾，象徵摩洛哥國家女子足球隊的綽號“阿特拉斯母獅”。
TITRIT首次公布於2022年6月22日，在選擇這個特定名稱時，非洲足球聯合會強調吉祥物象徵著“一個自豪、有尊嚴、嚴謹和堅定的人”。